# Pirate Academy – Nichts für Landratten
Pirate Academy ist eine französische Animationsserie, welche von den Studios Mediawan Kids & Family, Toonz Entertainment, Telegael, ZDF Studios und Canal J produziert wurde.

## Inhalt
Finn, Zoe und Alexander sind Schüler an der Pirate Academy. Hier sollen diese mit weiteren neun Kindern zu echten Piraten angelernt werden. Die Kinder wurden jeweils zu dritt in insgesamt vier Klassen unterteilt, jeweils geleitet von erfahrenen alten Piraten. Hier lernten einst die legendärsten Piraten und zwischen den Klassen herrscht ein harter Wettbewerb.

## Produktion und Veröffentlichung
Die Serie entstand unter der Regie von Olivier Derynck bei Mediawan Kids & Family, Toonz Entertainment, Telegael, ZDF Studios und Canal J. Die Drehbücher schrieben Matthieu Choquet, Jérôme Erbin, Romain Kurdi, Benjamin Marsaud und Camille Oesch. Die Produzenten waren Julien Borde, Olivier Pérouze und Aton Soumache. Für den Schnitt waren Fiona Couturier und Jean-Baptiste Vernhes verantwortlich und die Musik komponierte Nicholas Varley.
Die Erstausstrahlung der 52 Folgen geschah ab dem 1. Januar 2024 bei Canal J in Frankreich. Die deutsche Fassung wurde ab dem 4. November 2024 bei KiKA gezeigt.

## Episoden
| Nummer | Deutscher Titel                    | Originaltitel                      | Erstausstrahlung (DE) |
| 1      | Ein ausgekochter Plan              | Bouillon pirate                    | 04. November 2024     |
| 2      | Der gestiefelte Pirat              | Droit dans ses bottes              | 04. November 2024     |
| 3      | Fauler Zauber                      | Moules et envoûtements             | 05. November 2024     |
| 4      | Kneifen verboten                   | Le mal d’Andrew                    | 05. November 2024     |
| 5      | Eine Meerjungfrau zum Verlieben    | Le chant des sirènes               | 06. November 2024     |
| 6      | Der einäugige Piet                 | Sam La Pacha                       | 06. November 2024     |
| 7      | Eine verdammt harte Nuss           | Noix moche et méchante             | 07. November 2024     |
| 8      | Der Angriff der Purpurbärte        | Les Barbes Violettes               | 07. November 2024     |
| 9      | Der Krabbenkönig                   | Le titan des mers                  | 08. November 2024     |
| 10     | Der Schatz des Baraka              | Le trésor de Baraka                | 08. November 2024     |
| 11     | Die Strafarbeit                    | Je te plumerai                     | 09. November 2024     |
| 12     | Die Langfingerfalle                | Le journal d’Andrew                | 09. November 2024     |
| 13     | Ein schräger Vogel                 | Le Griff était presque parfait     | 10. November 2024     |
| 14     | Pirate Academy, wir kommen         | Bienvenue à la Pirate Academy      | 10. November 2024     |
| 15     | König der Wischmops                | Le roi de la serpillère            | 11. November 2024     |
| 16     | Krebsi will nur spielen            | Craby s’incruste assez             | 11. November 2024     |
| 17     | Die Piratenolympiade               | Les olympiades de la mer           | 12. November 2024     |
| 18     | Auf Piratenart                     | Pirate un jour pirate toujours     | 12. November 2024     |
| 19     | Kampf ums Krähennest               | Un amour de vigie                  | 13. November 2024     |
| 20     | Was für ein Affentheater           | Monkey business                    | 13. November 2024     |
| 21     | Voll peinlich, oder nicht?         | Le pirate le perroquet et la maman | 14. November 2024     |
| 22     | Das Duell                          | Un drôle de duel                   | 14. November 2024     |
| 23     | Plötzlich ein Held                 | La dette                           | 15. November 2024     |
| 24     | Flöhe an Bord                      | Puces à bord                       | 15. November 2024     |
| 25     | Klabauter-Ellys Fluch              | La malédiction de la Perlouze      | 17. November 2024     |
| 26     | Die dunkle Macht                   | Sombre est la nuit                 | 17. November 2024     |
| 27     | Ein Raubein kommt selten allein    | Double barrée                      | 22. April 2025        |
| 28     | Der Kaninchen-Fluch                | Passager clandestin                | 22. April 2025        |
| 29     | Ein Strauß für alle Fälle          | Les planctons font l’autruche      | 23. April 2025        |
| 30     | Diamantenjagd                      | L’épreuve du diamant               | 23. April 2025        |
| 31     | Anarchie auf der Academy           | Tous seuls                         | 24. April 2025        |
| 32     | Der Duft eines Piraten             | Une odeur de pirate                | 24. April 2025        |
| 33     | Das Buch der Helden                | Le grand livre pirate              | 25. April 2025        |
| 34     | Eine haarige Angelegenheit         | Par ma moustache                   | 25. April 2025        |
| 35     | Brieffreund gesucht                | Une bouteille à la mer             |                       |
| 36     | Der Muschelkaiser                  | Coquille vide                      |                       |
| 37     | Karten auf den Tisch               | Cartes sur table                   |                       |
| 38     | Finn, der Beschützer               | Finn s’en charge                   |                       |
| 39     | Das Geschenk                       | Un cadeau déboussolant             |                       |
| 40     | Totenkopf im Anflug                | Baignade interdite                 |                       |
| 41     | Die unglaublichen Fischkopp-Brüder | Les frères McFish                  |                       |
| 42     | Einauge unbezwingbar               | Le trésor de Barbe d’Or            |                       |
| 43     | Verlieren ist nichts für Anfänger  | Le discours de Sam                 |                       |
| 44     | Viel Geschrei um den Brei          | Gruau fatal                        |                       |
| 45     | Der perfekte Streich               | Farce attaque                      |                       |
| 46     | Mit allen Wassern gewaschen        | Pirates contre pirate              |                       |
| 47     | Ein Spiel für die Ewigkeit         | Le boulet                          |                       |
| 48     | Coaching für Käpt’n Flint          | Vacances en Stokes                 |                       |
| 49     | Gestrandet                         | Les naufragés                      |                       |
| 50     | Die Zerreißprobe                   | Meilleures ennemies                |                       |
| 51     | Der Meisterdieb                    | Voler la vedette                   |                       |
| 52     | Die Meuterei                       | La bêtise de trop                  |                       |

## Synchronisation
Die deutschsprachige Synchronisation entstand bei der EuroSync GmbH in Berlin. Die Dialogbüchern stammen von Christian Gundlach und Nils Hoffmann. Christian Gundlach führte die Dialogregie.
| Rolle                     | Originalsprecher  | Deutscher Sprecher  |
| ------------------------- | ----------------- | ------------------- |
| Finn                      | Dorothée Pousséo  | Jaron Müller-Schuch |
| Conan                     | Simon Koukissa    | Lucas Wecker        |
| Käpt'n Charlotte Rauhbein | Magali Rosenzweig | Aline Staskowiak    |
| Alexander                 |                   | Oliver Szerkus      |
| Alina                     |                   | Anni C. Salander    |
| Bart Fischkopp            |                   | Marco Kröger        |
| Dolores                   |                   | Saskia Glück        |
| Elisa                     |                   | Xara Eich           |
| Erika                     |                   | Nina Schatton       |
| Gustav                    |                   | Marco Eßer          |
| Käpt'n Flint              |                   | Armin Schlagwein    |
| Käpt'n Säbelrost          |                   | Sarah Alles         |
| Käpt'n Yogatee            |                   | Jaron Löwenberg     |
| Klaus                     |                   | Simon Kunze         |
| Raul                      |                   | Christian Zeiger    |
| Schnurrbart Fischkopp     |                   | Roman Wolko         |
| Sina                      |                   | Johanna von Gutzeit |
| Ziegenbart Fischkopp      |                   | Alex Friedland      |